# Segway PT

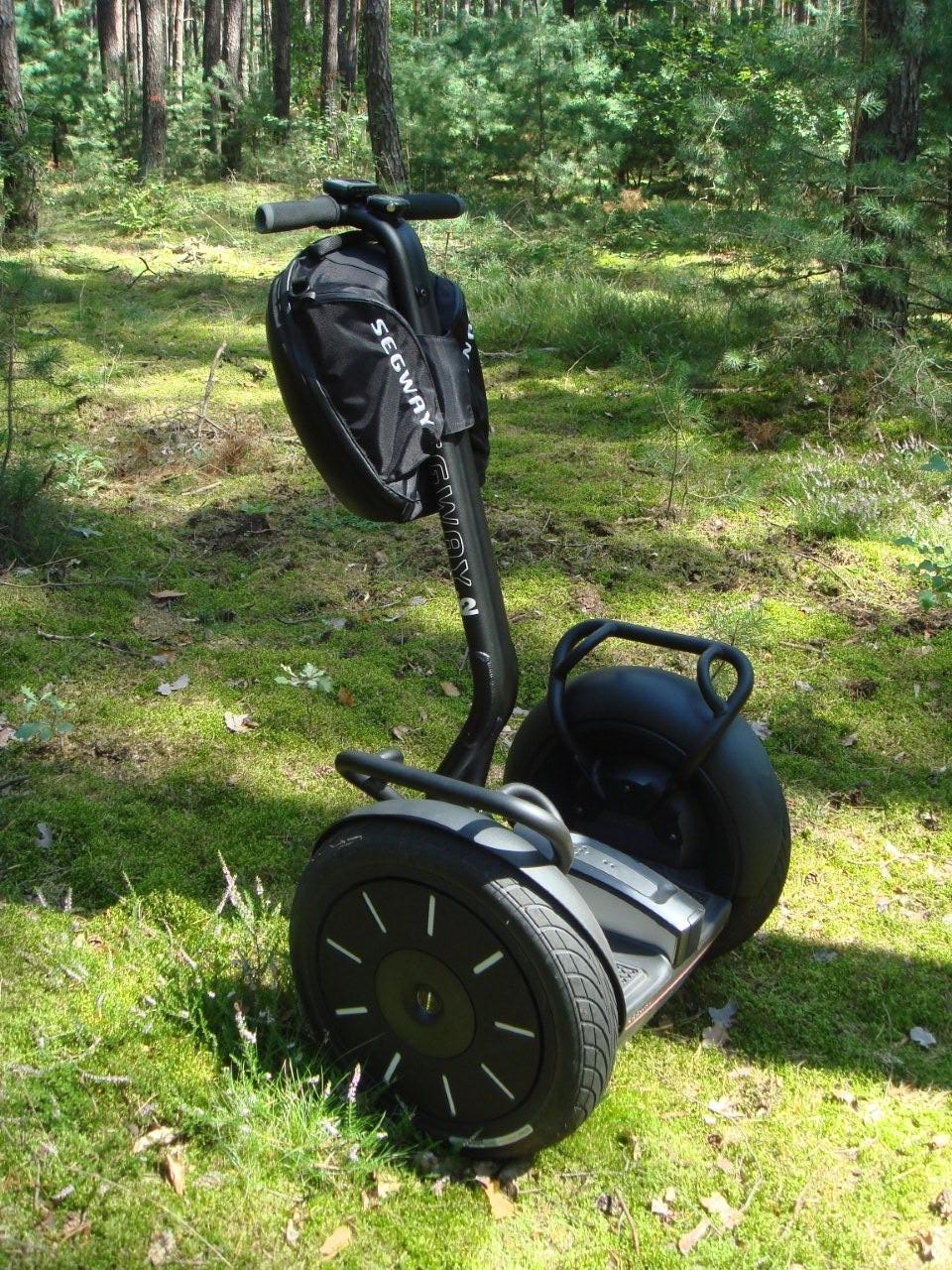
Segway PT

Segway PT (se citește aproximativ 'zeg-uei pi ti) este prescurtarea de la expresia engleză Segway Personal Transporter, care este numele unei biciclete speciale electrice cu auto-echilibru, inventată de inginerul american Dean Kamen. Până în 2020 a fost produsă de compania Segway Inc. din statul federal american New Hampshire. Inițial vehicolul se numea Segway HT, de la Segway Human Transporter.
Segway este constituit dintr-o mică platformă joasă pe care te urci, avînd în dreapta și în stânga câte o roată de mărime mijlocie, și în mijloc un ghidon (tijă) subțire și înalt ca de trotinetă, cu mânere. Segway este ținut în picioare în echilibru static sau dinamic de către un computer și motoare electrice plasate discret sub platformă.
Pentru a detecta aplecările ghidonului, prin care se dau comenzile, se folosesc senzori giroscopici. Aceștia livrează computerului poziția și viteza momentană. La rândul lui, computerul prelucrează continuu datele și calculează ce comenzi anume trebuie date motoarelor, în așa fel ca acestea să restabilească echilibrul în mod automat (fără intervenția utilizatorului). 

## Folosință
Pentru a demara și înainta utilizatorul trebuie doar să aplece ghidonul puțin spre în față; pentru a coti ghidonul trebuie aplecat ușor spre dreapta sau stânga (asemănător unui joystick). Viteza maximă este de circa 20 km/h (5,6 m/s).
Încetinirea deplasării se obține prin tragerea ghidonului înapoi (spre sine), fără să fie nevoie de frâne propriu-zise ca la bicicletă.

## Avantaje și dezavantaje
Avantajele unui Segway (în comparație cu o bicicletă sau motoretă obișnuită) sunt: ocupă loc puțin, este ușor de învățat și condus, nedepunându-se nici un efort, lipsa poluării, posibilitatea de a opri fără a pierde echilibrul, manevrabilitatea mare atât în oraș, chiar în zone pietonale înguste, cât și în zone accidentate naturale, viteza relativ mare în comparație cu mersul pe jos.
Dezavantajele sunt: nu constituie un antrenament sportiv, folosința e limitată de acumulatorul electric, este încă scump, ca urmare și puțin răspândit în public, are o situație legală încă nedefinită, de exemplu cu privire la dreptul de a circula pe trotuar sau pe partea carosabilă a străzii, obligativitatea (sau lipsa ei) de a avea frâne și faruri etc.
Din aceste cauze are succese deocamdată numai în domenii speciale (nișe), cum ar fi la poliție, în baze militare extinse, la personalul de pază în magazine generale mari, la firme și școli cu un campus de mare extindere.